# 玛丽塔·科赫
玛丽塔·科赫（德語：Marita Koch，1957年2月18日—），德国女子田径运动员，主攻短跑。她曾代表东德参加1976年和1980年夏季奥林匹克运动会田径比赛，获得1980年奥运会400米金牌和4×400米接力银牌。她还在1983年第一届世界田径锦标赛上斩获200米、4×100米接力、4×400米接力金牌和100米银牌。她在运动生涯中17次打破世界纪录，47.60秒的女子400米纪录保持至今。她于2014年入选了国际田联名人堂。